# Tsutomu Yukawa
Tsutomu Yukawa (湯川勉, 1911. – 1942.), japanski majstor borilačkih vještina. Izravni je učenik Moriheija Ueshibe. Nositelj je 8. Dana u aikidu.

## Životopis
Tsutomu Yukawa je rođen u mjestu Gobu u prefekturi Wakayama. Yukawa je započeo vježbati borilačke vještine prije svega kroz judo, studirajući kod Hoshi Tesshina. Godine 1931. otputovao je u Tokyo kako bi nastavio vježbati judo u Kodokanu, ali dok je bio u gradu naišao je na Moriheija Ueshibu, koji ga je to prilikom porazio. Iz tog poraza, momentalno je počeo vježbati aikido (tada aiki-budo). Dok je bio učenik u Kobukanu, Yukawa je bio poznat po svojoj fizičkoj snazi, stekavši nadimak "Kobukan Samson". Bio je dovoljno jak da pljesne dvije vreće riže i savije željezne čavle rukama. Yukawa je bila jedan od nekolicine učenika koji su s O-Senseijem učili više od pet godina.  Bio je omiljeni Ueshibin učenik. Jednom je na leđima nosio Ueshibinog sina Kisshomarua u bolnicu, a oženio se i nećakinjom osnivača aikida 1934. godine. Godine 1935. Yukawa se pojavio u filmu "Budo", produciranom u Asahi News, kao partner (uke) Moriheija Ueshibe.
Kao i Jigoro Kano, Morihei Ueshiba u tom razbolju odlučuje napustiti stari sustav obrazovanja mokuroku i menkyo kaiden u korist novog sustava stupnjeva Kyu/Dan. Prva dva 8. Dana aiki-budoa, potvrđujući njihovo majstorstvo u vještini, dodijelio je Kenji Tomiki i Tsutomu Yukawi 11. veljače 1940. godine.  
Kontakti admirala Takeshite s carskom obitelji doveli su do demonstracija Moriheija Ueshibe u dojo-u Imperijalne palače Saineikan 1941. godine. Iako je bio bolestan od žutice, O-Sensei je pristao izvesti demonstraciju. Tom prilikom je za partnere odabrao Gozu Shiodu i Tsutomu Yukawu. Prilikom demonstracije, iz poštovanja prema bolesnom učitelji, Yukawa je Ueshibu polako napao, zbog čega ga je O-Sensei bacio toliko snažno da je slomio ruku, ostavljajući tom prilikom Shiodu za svog jedinog partnera do kraja demonstracije.
Krajem 1941. godine Japan je objavio rat Sjedinjenim Američkim Državama, što je pokrenulo rat na Tihom oceanu. U tom kontekstu, Morihei Ueshiba odlazi u tajnosti na razgovor s Chiang Kai-shekom. Tsutomu prirodno prati svog učitelja u ovom pokušaju pregovora o miru s kineskim čelnikom, nakon zahtjeva premijera Fumimara Konoea, s kojim O-Sensei održava bliske odnose. Nažalost, utjecaj Ueshibe i njegova mreža veza sa sjedištem u Mandžukuou i Mongoliji nisu bili dovoljni da utru put pregovorima.
Vraćajući se u Japan prije Moriheija Ueshibe, Yukawa je tragično preminuo u baru u Osaki 13. srpnja 1942. godine. Ubio ga je vojnik, ubodom nožem straga, nakon verbalnog neslaganja dvojice muškaraca.

## Vanjske povezice
- Tsutomu Yukawa  Arhivirana inačica izvorne stranice od 9. ožujka 2021. (Wayback Machine)